# Slacker
Slacker (englisch, von slack, „lustlos“, „schlaff“) ist eine Bezeichnung für eine Person, deren Lebensstil durch geringe Leistungs- und Anpassungsbereitschaft in Schule oder Beruf gekennzeichnet ist.
Ursprünglich wurde der Begriff in den Vereinigten Staaten für Menschen benutzt, die sich dem Wehrdienst entziehen wollten. In den 1990er Jahren vollzog sich eine Begriffswandlung. Zunächst als Reaktion auf entsprechende, als negativ wahrgenommene, Tendenzen der Jugendkultur der Generation X ein deutlich abwertender Begriff, kann Slacker heute auch allgemein eine unkonventionell lebende Person bezeichnen.
Weithin bekannt wurde der Begriff durch den Film Slacker (1991) von Richard Linklater, dessen deutscher Titel Rumtreiber lautet.
Slacker sehen ihre Lebensweise als Weg zur Selbstverwirklichung an. Anstrengungen in dafür als unwichtig eingestuften Bereichen werden konsequent vermieden oder aufgeschoben. Kennzeichnend ist dabei unter anderem der Verzicht auf berufliche Karriere, sozialen Aufstieg und Statussymbole. Dem äußeren Erscheinungsbild wird wenig Bedeutung zugemessen. Slacker sind in der Regel nicht in formellen Gruppen organisiert.